# Telosynopia rotunda
Telosynopia rotunda is een vlokreeftensoort uit de familie van de Synopiidae. De wetenschappelijke naam van de soort is voor het eerst geldig gepubliceerd in 1984 door Andres.